# Postamt Barth

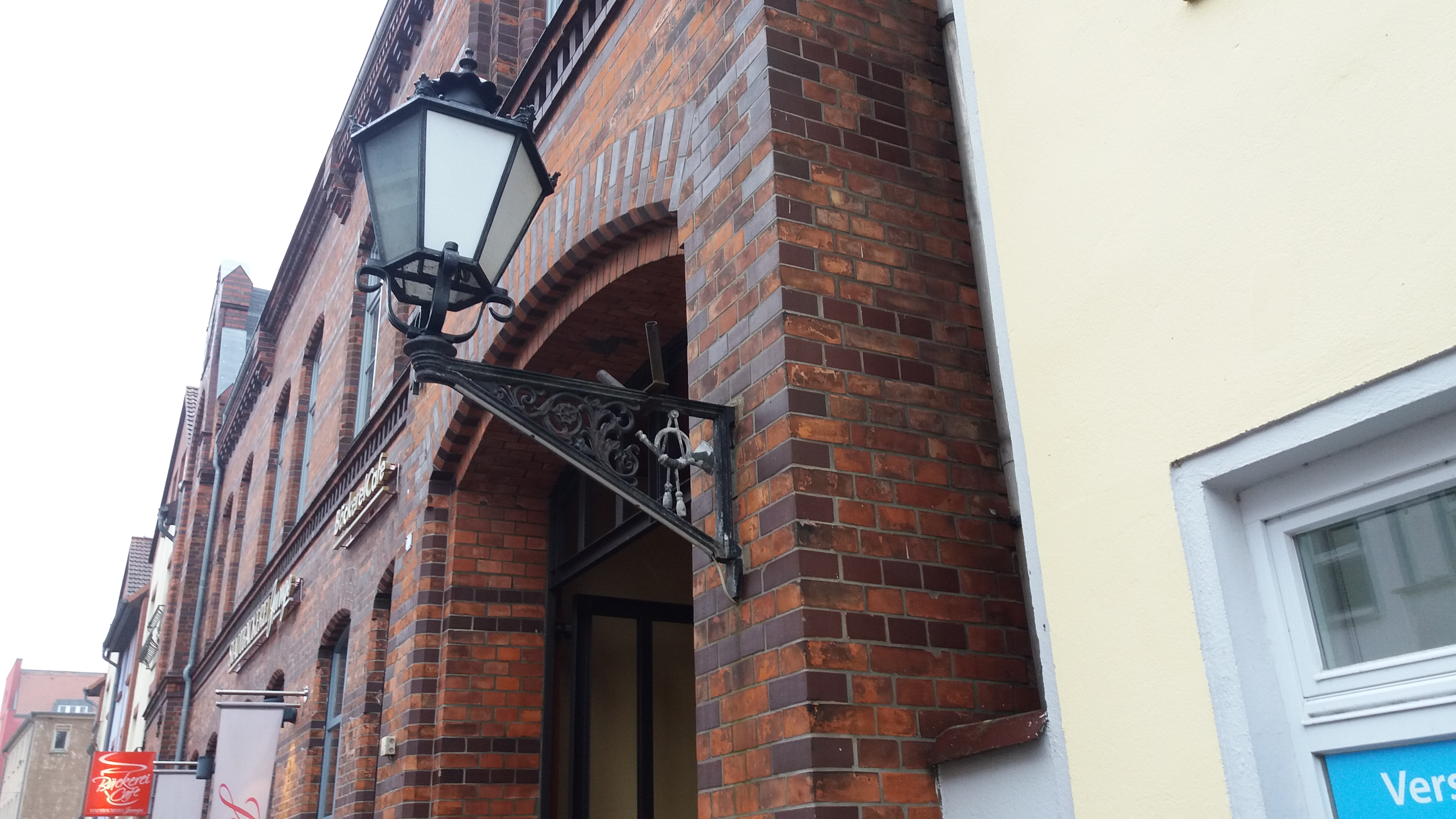
Post-Lampe am Tor zum Posthof

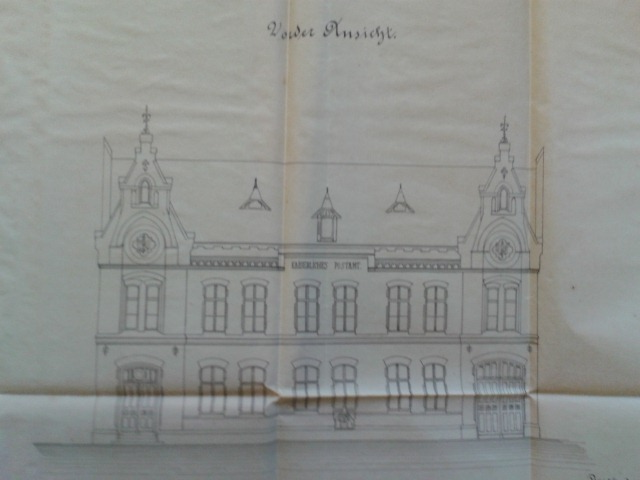
Bauzeichnung vom Bauantrag von 1887

Das ehemalige Postamt Barth (Kaiserliches Postamt von 1888) befindet sich in der Langen Straße 39 und ist ein denkmalgeschütztes Gebäude in Barth (Mecklenburg-Vorpommern), heute Teil eines Bäckereigeschäfts mit Café.

## Geschichte
Nachdem die Stadt Barth unter der jahrhundertelangen Herrschaft der Pommerschen Herzöge gestanden hatte, war sie infolge des Dreißigjährigen Krieges bis 1815 unter schwedischer Herrschaft und hatte sich als See- und Handelsstadt besonders mit Schiffbau und Seefahrt entwickelt. Erst mit der Überwindung der Fremdherrschaft und der Kriegsfolgen gelang auch in Barth ab 1815 ein Aufschwung für Handel und Schifffahrt. Neuvorpommern war erst seit 1815 mit Preußen vereinigt, das übrige Vorpommern aber, im Ergebnis des Pommernfeldzugs, seit 1721.
Die Entwicklung der Post hing ursächlich mit dem Postwesen im Postamt Stralsund (von 1850 bis 1865 Oberpostdirektion, danach bis 1945 Oberpostdirektion Stettin) zusammen, die den Auf- und Ausbau regelte. Eine Erleichterung stellte die Errichtung einer Fußbotenpost vom damaligen Posthaus vor dem Langen Tor der Stadt nach Redebas im Jahre 1817 dar und ermöglichte direkte Verbindung nach Rostock und weiter nach Hamburg.
Am 18. September 1877 war der Generalpostmeister der Reichspost, Heinrich von Stephan erstmals in Barth als Gast des Kaufmanns und späteren Kommerzienrats C. Wallis. Auch in späteren Jahren, wie 1888 zur Besichtigung des neuerbauten Kaiserlichen Postamts, verweilte er noch öfter hier, um einige Tage in Jagdgesellschaft zu verbringen.
Seit dem 1. Mai 1887 bestand eine Postverbindung mit einem viersitzigen Postwagen zwischen Barth Bresewitz, Pruchten, Timmerort und Zingst.
Bereits um 1886 erwarb die damals in Barth ansässige Baufirma Gebrüder Wendt – Baugeschäft die Grundstücke Lange Straße 25 – 26 des Kämmerers Jarchow und des Kaufmanns Josephy mit dem Ziel, hier ein Postgebäude für die Stadt zu errichten. Die Brüder Albert Wendt, Zimmer- und Maurermeister, und Heinrich Wendt, früherer Schiffskapitän, Betreiber einer Ziegelei, waren in der Stadt bekannt und geschäftig.
Der Lageplan und die Bauzeichnungen der zu errichtenden Post sind vom April 1887 und wurden durch die Baufirma Gebrüder Wendt auf eigene Rechnung erstellt. Die Bestätigung der Bauplanung erfolgte am 25. April 1887 durch die Zusammenarbeit mit Postbaurat Wolff von der Oberpostdirektion Stettin und deren Zustimmung. Der Bauantrag und die baupolizeiliche Anzeige erfolgte am 23. Mai 1887, am 8. September das Richtfest, und liegt heute im Archiv der Stadt Barth in der Bauakte des Jahrgangs 1887 vor.
Am 26. September 1888 erfolgten die Fertigstellung des Postgebäudes und die symbolische Übergabe an den Postdirektor Major a. D. Freiherr von Rheinbaben. Am 7. Oktober 1888 war Heinrich von Stephan zur Besichtigung des neuen Postgebäudes in Barth. 1907 erfolgten noch weitere Umbauten in Folge des stetig ansteigenden Postverkehrs in der Stadt und aus dem Umland. Bis 1913 wurde das Postgebäude an die Deutsche Reichspost verpachtet. Ab 1. April 1913 wurde es Eigentum der Reichspost für den Kaufpreis von 95.000 Mark.
Zum Postwesen der Stadt gehört auch das Fernsprechen. Die Chronik der Stadt nennt den 4. Oktober 1884 zum Aufbau des ersten privaten Fernsprech-Apparates. Im Jahr 1885 wurden die ersten öffentlichen Telefonleitungen angelegt und es dauerte nicht lange, bis fast alle Geschäftshäuser der Stadt durch Fernsprecher verbunden waren.
1895 wurden erste Telefonleitungen für den Fernverkehr nach Stralsund in Betrieb genommen.
Der Fortschritt hat Einzug gehalten in der westlichsten Region von Pommern.

## Gebäude
Das zweigeschossige rote verklinkerte Gebäude wurde 1887/88 nach Plänen der Gebrüder Wendt auf eigene Rechnung gebaut. Eingefügt in die Nachbargebäude wird im Stil der Neugotik die Straßenseite geprägt durch zwei Risalite mit geschossübergreifenden Spitzblenden,⁣⁣ die im Dachgeschoss von Pfeilergiebeln bekrönt werden.

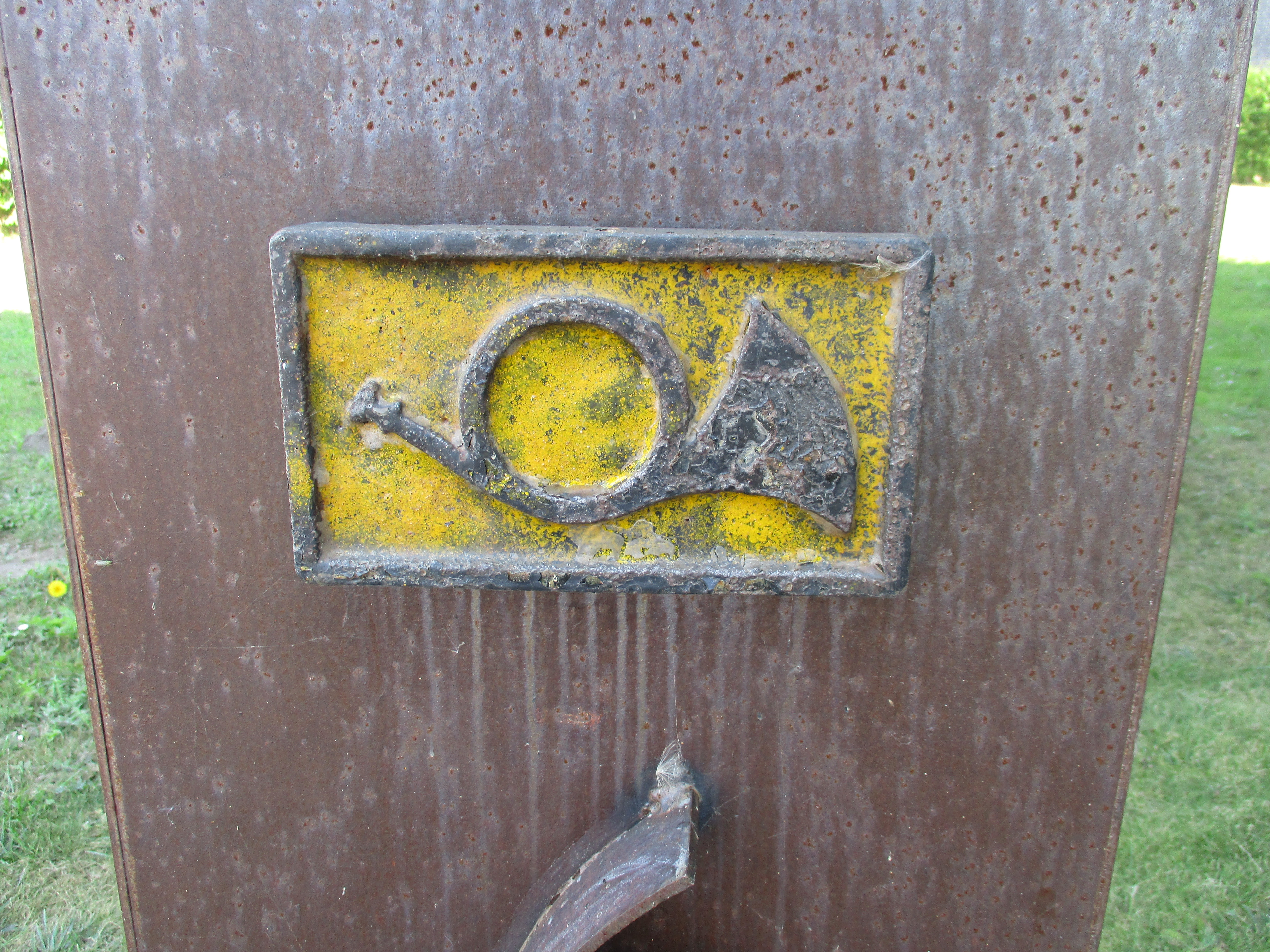
Briefkasten mit Posthorn-Türgriff

Zum 3. Oktober 1990 wurde im Zuge der Deutschen Wiedervereinigung gemäß Artikel 27 des Einigungsvertrages die Deutsche Post mit der Deutschen Bundespost verschmolzen. Das Barther Postamt wurde in die Deutsche Bundespost eingegliedert und war nach der Privatisierung seit 1995 der Deutsche Post AG zugehörig und wurde später verkauft.
Nach längerem Leerstand wurde in den 2000er Jahren das Gebäude als Wohn- und Geschäftshaus umfangreich saniert und an der denkmalgeschützten Fassade des Altbaus blieben einige Details aus der Postzeit erhalten. Ein schmiedeeiserner Türgriff mit Posthorn fand in der Umgebung auf einem Briefkasten eine weitere Verwendung.